# Orthotrichum vittii
Orthotrichum vittii är en bladmossart som beskrevs av F. Lara, Garilleti och Mazimpaka in F. Lara et al. 1999. Orthotrichum vittii ingår i släktet hättemossor, och familjen Orthotrichaceae. Inga underarter finns listade i Catalogue of Life.